# 谷川哲也
谷川 哲也（たにがわ てつや、1961年9月24日 - ）は、鳥取県出身のアスレティックトレーナー、プロ野球コーチ。プロ野球選手の経験はない。

## 経歴
倉吉北高校2年の時、1978年夏の第60回全国高等学校野球選手権大会に出場。早稲田実業を3-2で破り2回戦に進出した。
新チームでは矢田万寿男がエース、谷川が主将および1番打者を務め、1979年春の第51回選抜高等学校野球大会に出場、静岡高を1-0、高松商を7-4と連破して準々決勝に進出したが箕島高に敗れた。高松商戦の1回表に初回先頭打者本塁打を放って注目された。
1979年夏の県大会では、準決勝で境高に7-8で敗れ、春夏連続の甲子園出場はならなかった。
高校卒業後は、社会人野球の川崎製鉄水島で野球を続けたが、故障もあって十分な活躍ができないまま退社。その後、自らが故障に苦しんだ体験からスポーツ医学を志して、東京衛生学園専門学校に進学し研鑽を深めた。
その後、スポーツプログラムス社を経て日本石油のトレーナーを務め、1995年の第66回都市対抗野球大会でのチームの優勝に貢献、さらに1996年のアトランタオリンピックでは全日本チームのトレーナーも務め、選手のフィジカル面で銀メダル獲得に大きく貢献した。
こうした実績が注目され、1997年から2003年までプロ野球・ヤクルトスワローズの二軍トレーナー、次いで2004年から2009年まで横浜ベイスターズの二軍・湘南シーレックスのストレングス&コンディショニングチーフコーチを務めた。
2010年にはJFE東日本のトレーナーを務め、2011年にはJX-ENEOSのトレーナーに復帰している。

## 背番号
- 82 （1997年 - 2003年）
- 89 （2004年 - 2009年）